# Desenvolvimento rural sustentável
Entende-se como Desenvolvimento Rural Sustentável (DRS) um conjunto de práticas e tecnologias aplicadas ao meio rural que possibilite a exploração e utilização de recursos no meio rural, que podem ser no âmbito da agropecuário ou outro, tal como o turismo rural por exemplo, de forma a tender os critérios definidos internacionalmente para o Desenvolvimento sustentável.
 O desenvolvimento sustentável pressupõe a parceria entre governos e empresas para a reorientação do consumo e produção baseada na ética, transparência e factibilidade. À medida que a humanidade aumenta sua capacidade de intervir na natureza para satisfação de necessidades crescentes, surgem tensões e conflitos quanto ao uso do território e seus recursos. Nos últimos 50 anos, os ecossistemas, e consequentemente os benefícios da biodiversidade como suporte da vida, sofreram mudanças radicais em velocidade e extensão, não comparadas a qualquer geração anterior da humanidade em 200 mil anos.
A noção de desenvolvimento (rural) sustentável tem como uma de suas premissas fundamentais o reconhecimento da “insustentabilidade” ou inadequação econômica, social e ambiental do padrão de desenvolvimento das sociedades contemporâneas (Schmitt, 1995). Esta noção nasce da compreensão da finitude dos recursos naturais e das 42 injustiças sociais provocadas pelo modelo de desenvolvimento vigente na maioria dos países.9 Mesmo que já intensamente “trabalhada” nos últimos 10 anos, demonstrando uma crescente adesão à ideia, esta é ainda uma noção genérica e difusa, pouco precisa. Transita-se, portanto, em um campo emergente e que está ainda muito sujeito a diferentes concepções e definições. No Relatório Brundtland, conhecido no Brasil pelo título Nosso Futuro Comum, publicado em 1987 como texto preparatório à Conferência das Nações Unidas sobre o Meio Ambiente (Eco-92), a ideia de desenvolvimento sustentável aparece nos seguintes termos: é aquele capaz de garantir as necessidades das gerações futuras.
Um conceito oficial de Desenvolvimento Sustentável surge, nesse contexto, a partir do Relatório Brundtland, em 1987 (CMMAD, 1992), onde o crescimento econômico passa a ser contrastado com a noção de sustentabilidade e se difunde a ideia de que, para ser sustentável, o desenvolvimento necessita compatibilizar crescimento econômico, distribuição da riqueza e preservação ambiental, tarefa considerada por muitos como inviável ou mesmo impossível. Conforme essa orientação, o “desenvolvimento sustentável é aquele que satisfaz as necessidades da geração presente sem comprometer a capacidade das gerações futuras para satisfazer suas próprias necessidades”. Segundo o mesmo relatório, esta definição encerra em si outros dois conceitos fundamentais: 1) o conceito de necessidades, em particular as necessidades essenciais dos pobres, as quais se deveria outorgar prioridade preponderante; e a ideia de limitações impostas pelo estado da tecnologia e a organização social entre a capacidade do meio ambiente para satisfazer as necessidades presentes e futuras. O desenvolvimento sustentável implica, ademais, uma transformação progressiva da economia e da sociedade, aumentando o potencial produtivo.
Segundo Costanza (1991), o conceito de desenvolvimento sustentável deve ser inserido na relação dinâmica entre o sistema econômico humano e um sistema maior, com taxa de mudança mais lenta, o ecológico. Para ser sustentável, essa relação deve assegurar que a vida humana possa crescer e desenvolver sua cultura, indefinidamente, observando-se que os efeitos das atividades humanas permaneçam dentro de fronteiras adequadas, de modo a não destruir a diversidade, a complexidade e as funções do sistema ecológico de suporte à vida. Munasinghe e McNeely (1995) resumem a sustentabilidade na obtenção de um conjunto de indicadores que sejam referentes ao bem-estar, que possam ser mantidos ou que cresçam no tempo.

## Possibilidades do desenvolvimento rural sustentável[5]
Nas últimas cinco décadas fomos levados, erroneamente, a tomar o desenvolvimento como sinônimo de crescimento econômico, permanente e ilimitado. Atualmente, dadas as enormes dificuldades para a aceitação de um conceito inequívoco de Desenvolvimento, e considerando ainda a deficiência do conceito oficial de Desenvolvimento Sustentável, faz-se necessário buscar uma maior compreensão da sustentabilidade através da consideração e análise de suas dimensões básicas, as quais poderão servir de guia para a identificação e o monitoramento das possibilidades do DRS no contexto de atuação da Extensão Rural do serviço público 1 . Vale ainda ressaltar que as dificuldades operativas e conceituais nesse campo dão margem para a identificação de pelo menos duas distintas correntes do Desenvolvimento Sustentável (a ecotecnocrática e a ecossocial), as quais manifestam suas particularidades também nas vias do processo de ecologização que vêm ocorrendo na Agricultura (a via da intensificação verde e a via da transição agroecológica).

## Indicadores de desenvolvimento sustentável[6]
O termo indicador é originário do latim indicare, que significa descobrir, apontar, anunciar, estimar (HAMMOND, 1995). Os indicadores podem comunicar ou informar sobre o progresso em direção a uma determinada meta, como por exemplo o desenvolvimento sustentável, mas também podem ser entendidos como um recurso que deixa mais perceptível uma tendência ou fenômeno, que não seja imediatamente detectável (HAMMOND, 1995).
Para Tunstall (1992, 1994), os indicadores devem ser observados a partir de suas funções, que são:
 avaliar condições e tendências;
 efetuar a comparação entre lugares e situações;
 avaliar condições e tendências em relação às metas e objetivos;
 prover informações de advertência;
 antecipar futuras condições e tendências.
O objetivo principal dos indicadores é o de agregar e quantificar informações de uma maneira que sua significância fique mais aparente. Os indicadores simplificam as informações sobre fenômenos complexos tentando, com isso, melhorar o processo de comunicação.

## Indicadores de sustentabilidade
Em termos do conceito de desenvolvimento sustentável, deve-se observar que a abordagem pode ser feita a partir de diversos níveis ou esferas específicas. Em termos geográficos é possível abordar o conceito na esfera mundial, nacional, regional e local. Em relação ao aspecto temporal, pode se abordar a curto, a médio ou a longo prazo; e quanto aos atores envolvidos, a ênfase pode ser atribuída ao indivíduo, ao grupo ou à sociedade. Entretanto, segundo a CSD, existe a necessidade de se criar uma base comum para que se tenha um denominador para avaliação do grau de sustentabilidade, uma vez que a maioria dos indicadores existentes não são adequados para isso.
Sob o enfoque agroecológico, a sustentabilidade deve ser estudada e proposta como sendo uma busca permanente de novos pontos de equilíbrio entre diferentes dimensões que podem ser conflitivas entre si em realidades concretas (Costabeber e Moyano, 2000). A sustentabilidade em agroecossistemas é algo relativo que pode ser medido somente exposto. Sua prova estará sempre no futuro (Gliessman, 2000). Por essa razão, a construção do DRS deve assentar-se na busca de contextos de maior sustentabilidade, alicerçados em algumas dimensões básicas. Entende-se que as estratégias orientadas ao desenvolvimento rural sustentáveis devem ter em conta seis dimensões relacionadas entre si: ecológica, econômica, social (primeiro nível), cultural, política (segundo nível) e ética (terceiro nível).

## Agroecologia como ferramenta para o DRS[8]
A agroecologia é uma ciência surgida na década de 1970, como forma de estabelecer uma base teórica para esses diferentes movimentos de agricultura não convencional. É uma ciência que busca o entendimento do funcionamento de agroecossistemas complexos, bem como das diferentes interações presentes nestes, tendo como princípio a conservação e a ampliação da biodiversidade dos sistemas agrícolas como base para produzir auto-regulação e, consequentemente, sustentabilidade.
A agroecologia propõe alternativas para minimizar a artificialização do ambiente natural pela agricultura, para o que apresenta uma série de princípios e metodologias para estudar, analisar, dirigir, desenhar e avaliar agroecossistemas. Utiliza-se de um enfoque científico, que tem suas próprias ferramentas, teorias e hipóteses, o que lhe permite trabalhar no âmbito dos agroecossistemas e no desenvolvimento de sistemas agrícolas complexos e diversificados.
Na natureza, a estabilidade está intimamente ligada à diversidade, sendo a agricultura uma atividade que, por definição, rompe com este equilíbrio ao estabelecer uma simplificação do ecossistema original. A consequência maior dessa simplificação, conforme afirma Romeiro (1996), é a perda da capacidade de auto-regulação natural, fazendo com que o equilíbrio e a estabilidade da agricultura, enquanto sistema simplificado pelo homem, passem a depender de uma permanente interferência deste último.
Além disso, na busca de auto-regulação dos agroecossistemas como forma de atingir a sustentabilidade, a agroecologia não só enfatiza a importância dos parâmetros agronômicos e ecológicos, como também das questões socioeconômicas, resgatando o fato de que a agricultura, além de ser um processo ecológico, é um processo social, ou seja, o desenvolvimento tecnológico deve estar inserido num processo amplo em que a tecnologia seja instrumento para um desenvolvimento rural que atenda às demandas sociais e econômicas.

## No Brasil
O Brasil está passando por uma mudança do atual modelo de desenvolvimento rural  sustentável agrícola. O maior empasse é a superação da dicotomia entre produção e proteção ambiental. A transição para o desenvolvimento rural sustentável depende de consensos, mediados pela democracia e com diálogo entre a política ambiental e as populações rurais. A transição é conduzida como parte estrutural do projeto de desenvolvimento nacional em curso com o objetivo central de assegurar o crescimento econômico com redução das desigualdades sociais e com conservação dos recursos naturais e da capacidade produtiva dos ecossistemas.

Falando da  discussão sobre  o desenvolvimento sustentável, hoje está polarizada entre duas concepções principais: de um lado, o conceito / ideia como sendo gestado dentro da esfera da economia, sendo com essa referência que é pensado o social. Incorpora-se, deste modo, a natureza à cadeia de produção (a natureza passa a ser um bem de capital); de outro, uma ideia que tenta quebrar com a hegemonia do discurso econômico e a expansão desmesurada da esfera econômica, indo para além da visão instrumental, restrita, que a economia impõe à ideia / conceito.